# بوگاتس
بوگاتس (به مجاری:  Bugac) یک منطقهٔ مسکونی در مجارستان است که در ناحیه کیش‌کون‌فلدی‌هازا واقع شده‌است. بوگاتس ۱۳۱٫۱۱ کیلومتر مربع مساحت و ۳٬۰۰۶ نفر جمعیت دارد.

## رویداد
کورولتای بزرگ، گردهمایی سنتی از قبایل آسیای میانه است که در هفته اول ماه اوت در بوگاتس برگزار می‌شود.